# Cuc Phuong nationalpark
Cuc Phuong nationalpark (på vietnamesiska Vườn quốc gia Cúc Phương) är belägen i Ninh Binh-provinsen och är Vietnams första och största nationalpark. Den inrättades den 7 juli 1962 av Ho Chi Minh och är 222 km² stor. Parken innehåller förutom ett rikt djur- och växtliv även ett centrum för skydd och uppfödning av utrotningshotade apor.
Det finns ett stort antal växt- och djurarter i parken, bland annat 97 däggdjursarter (mestadels hotade langurer), 300 fågelarter, 36 reptilarter, 17 groddjursarter, 11 fiskarter, 2 000 krälväxtarter och tusentals insektsarter. Många av arterna är rödlistade i Vietnam.